# Haslach an der Mühl
Haslach an der Mühl ist eine Marktgemeinde in Oberösterreich im Bezirk Rohrbach im Oberen Mühlviertel mit 2590 Einwohnern (Stand 1. Jänner 2024). Der zuständige Gerichtsbezirk ist Rohrbach in Oberösterreich.

## Geographie
Haslach an der Mühl liegt auf einer Höhe von 531 m ü. A. im Norden des Bezirks Rohrbach im oberen Mühlviertel. Der Markt befindet sich am Zusammenfluss der Großen Mühl und der Steinernen Mühl am Südrand des Böhmerwaldes. Bezogen auf die naturschutzfachliche Raumgliederung gehört der südliche Teil des Gemeindegebietes zur Raumeinheit Zentralmühlviertler Hochland, der nördliche hingegen zur Raumeinheit Südliche Böhmerwaldausläufer. Die Ausdehnung beträgt von Nord nach Süd 5,4 und von West nach Ost 3,9 Kilometer, die Gesamtfläche umfasst 12,42 Quadratkilometer. Haslach liegt damit im unteren Drittel der Gemeinden des Bezirks. 2001 waren 33,1 Prozent der Gemeindefläche bewaldet, 57,3 Prozent der Fläche wurden landwirtschaftlich genutzt. Damit ist Haslach etwas weniger stark bewaldet als der Landesschnitt in Oberösterreich (36,9 Prozent) bzw. besteht mehr landwirtschaftliche Nutzfläche (Oberösterreich: 49,3 Prozent). Der Anteil sonstiger Nutzungen (Bauflächen, Gärten, Gewässer und anderes) liegt mit 9,6 Prozent unter dem Oberösterreichischen Durchschnitt von 13,8 Prozent. Nachbargemeinden sind Lichtenau im Mühlkreis im Norden, St. Stefan-Afiesl im Osten, St. Peter am Wimberg im Südosten, Auberg im Süden und Rohrbach-Berg im Westen.

### Geologie
Die Landschaft des Gemeindegebietes, ein Teil der Böhmischen Masse, ist vom Talbecken am Zusammenfluss der Großen und der Steinernen Mühl geprägt, das wiederum von der Mühlviertler Berglandschaft umgeben ist. Im Norden sind der Jaukenberg und der Eckhartsberg mit dem Tanzboden (752 Meter) die höchsten Erhebungen, im Süden liegt eine sanfte Hügellandschaft mit Höhen um 600 Meter. Der Untergrund besteht vor allem aus Weinsberger Granit, einem älteren grobkörnigen Granittyp, der zu den ersten während der Gebirgsfaltung erstarrten Magmaserien gehört und eine typische Grobkörnigkeit aufweist. Zudem gibt es im Gemeindegebiet Schiefer- und Perlgneis.

### Gemeindegliederung
Die Gemeinde Haslach an der Mühl ist deckungsgleich mit der Katastralgemeinde Haslach. Innerhalb des Gemeindegebietes werden fünf Ortsteile unterschieden, wobei der Markt Haslach an der Mühl den Hauptort der Gemeinde darstellt. Der Markt liegt im nördlichen Zentrum des Gemeindegebiets am Zusammenfluss von Großer Mühl und Steinerner Mühl auf einer Höhe von 501 m ü. A. und beherbergte 2001 547 Gebäude, 104 Arbeitsstätten, 45 land- und forstwirtschaftliche Betriebe sowie fast zwei Drittel der Gemeindebevölkerung. Zum Markt Haslach gehört auch die Grubbergkapelle. Nördlich des Marktes bzw. westlich und nordwestlich des Eckartsberges liegt die Rotte Jaukenberg auf 570 m ü. A. Die Rotte bestand 2001 aus 85 Gebäuden, drei Arbeitsstätten und 11 land- und forstwirtschaftlichen Betrieben. Westlich des Marktes liegt auf 520 m ü. A. das Dorf Felberau, zu dem auch die Bründlbergkapelle und die Streusiedlung Felberau gehören. Felberau bestand 2001 aus 99 Gebäuden und beherbergte drei Arbeitsstätten sowie 19 land- und forstwirtschaftliche Betriebe. Südlich des Marktes befindet sich das Dorf Hartmannsdorf auf 551 m ü. A., zu dem auch die Rotte Holzhäusln im Osten des Gemeindegebiets gehört. 2001 bestand der Ortsteil aus 45 Gebäuden mit einer Arbeitsstätte und 23 land- und forstwirtschaftlichen Betrieben.
Im Süden des Gemeindegebietes liegt die Streusiedlung Neudorf auf 640 m ü. A. (mit Burgstall Haglau aus dem 16. Jh.), die 2001 aus 43 Gebäuden mit zwei Arbeitsstätten und 29 land- und forstwirtschaftlichen Betrieben bestand. Neben dem eigentlichen Neudorf besteht der Ortsteil aus der Rotte Bahnhof um den Bahnhof Haslach der Mühlkreisbahn an der westlichen Gemeindegrenze, der Streusiedlung Laah nordwestlich von Neudorf und der Einöde Feldl zwischen Neudorf und Laah. Die Statistik Austria gliedert die Marktgemeinde zudem in drei Zählsprengel, wobei der Markt in die Zählsprengel Haslach-Altmarkt und Haslach-Neumarkt zerfällt und die übrigen Ortsteile zu Haslach-Umgebung zusammengefasst werden.
Die Einwohnerzahlen zum 1. Jänner 2024 sind:
- Felberau (283)
- Hartmannsdorf (141)
- Haslach an der Mühl (1739)
- Jaukenberg (273)
- Neudorf (154)

### Nachbargemeinden
|               | Lichtenau im Mühlkreis                      |                      |
| Rohrbach-Berg | Kompassrose, die auf Nachbargemeinden zeigt | St. Stefan-Afiesl    |
|               | Auberg                                      | St. Peter am Wimberg |

## Geschichte
Der Fund von 3 Steinbeilen aus der Zeit um 2000 v. Chr. im Gemeindegebiet von Haslach deutet darauf hin, dass sich Jäger und Sammler hier aufgehalten haben.
Mit der Schenkung des Gebietes zwischen Ilz und Rodl 1016 durch Kaiser Heinrich II. an das Frauenkloster Niedernburg bei Passau begann die Urbarmachung des Oberen Mühlviertels. In einem Vertrag wurden 1231 die Lehen südlich der Steinernen Mühl von Witiko von Prčice und Blankenberg, der als Gründer des witigonischen Familienzweiges der Herren von Rosenberg gilt, an den Bischof von Passau abgetreten. Da in der Urkunde ein Landgericht aufgeführt wird, dürfte die Gründung des Ortes bereits früher erfolgt sein. Am 11. September 1341 verkaufte Bischof Albert seinem Schwager Peter I. von Rosenberg und dessen Erben endgültig den Markt Haslach mit den umliegenden Dörfern. Im Zuge der Hussiteneinfälle ins Mühlviertel wurde der Markt im Jahr 1427 zerstört, in den böhmischen Grenzkriegen in den Jahren 1469, 1471 und 1473 niedergebrannt. Wok II. von Rosenberg ließ die Haslacher Wehranlagen 1483–1487 wieder erneuern, wodurch der Markt zu den vier Grenzbefestigungen gegen Böhmen zählte.
→ Burg Haslach
1599 verkaufte Peter Wok von Rosenberg Haslach an den Passauer Bischof Leopold, Erzherzog von Österreich, wodurch es an das Hochstift Passau fiel. Von diesem erwarb es 1663 das Stift Schlägl, das auch die Lehensherrschaft übernahm. 1819 wurde die Firma Vonwiller & Comp. als Handelshaus mit hunderten Lohnwebern und Heimarbeitern gegründet. 1826 kam es zum größten Brand in der Geschichte Haslachs, von 144 Häusern des Marktes fielen 124 den Flammen zum Opfer. 1888 erhielt Haslach eine Bahnstation, 1901 eine elektrische Marktbeleuchtung durch das Elektrizitätswerk der Brüder Rechberger.

## Bevölkerung

### Bevölkerungsstruktur
2013 lebten in der Gemeinde Haslach an der Mühl 2.516 Menschen, womit die Gemeinde die viertgrößte der 42 Gemeinden des Bezirks war. Mit 203 Einwohnern pro km² war Haslach zudem nach der Bezirkshauptstadt die Gemeinde mit der zweithöchste Besiedelungsdichte im Bezirk. Ende 2001 waren 97,7 Prozent der Bevölkerung österreichische Staatsbürger (Oberösterreich 92,8 Prozent, Bezirk Rohrbach 96,9 Prozent), bis zum Jahresbeginn 2013 sank der Wert geringfügig auf 96,9 Prozent (Oberösterreich 91,1 Prozent, Bezirk Rohrbach 96,9 Prozent). Insgesamt wurden 2013 in der Gemeinde 78 Ausländer gezählt, die zu mehr als 89 Prozent aus Europa stammten. Insgesamt 156 Gemeindebewohner waren im Ausland geboren worden. Zur römisch-katholischen Kirche bekannten sich 2001 93,5 Prozent der Einwohner (Oberösterreich: 79,4 Prozent), 3 Prozent waren ohne Bekenntnis, 1,1 Prozent evangelisch und 1 Prozent islamischen Glaubens.
Zum Jahresende 2017 waren 14,8 Prozent der Einwohner von Haslach jünger als 15 Jahre (Oberösterreich: 15,1 Prozent) und 55,9 Prozent zwischen 15 und 59 Jahre alt (Oberösterreich: 53 Prozent). Der Anteil der Einwohner über 59 Jahre lag bei 29,2 Prozent (Oberösterreich: 24,3 Prozent).
Nach dem Familienstand waren 2001 44,6 Prozent der Einwohner von Haslach ledig, 43,9 Prozent verheiratet, 9 Prozent verwitwet und 2,7 Prozent geschieden.

### Bevölkerungsentwicklung
Die Bevölkerungsentwicklung auf dem Gebiet der Gemeinde Haslach verlief zwischen 1869 und 2013 verglichen mit der Bevölkerungsentwicklung des Bezirks Rohrbach leicht überdurchschnittlich, wobei die Einwohnerzahl von Haslach in dieser Zeit um 10 Prozent stieg. Ausgehend von 2.278 Einwohnern im Jahr 1869 sank die Einwohnerzahl von Volkszählung zu Volkszählung bis 1923 auf den bisherigen Tiefststand von 1.912 Einwohnern. Danach stieg die Einwohnerzahl bis 1981 kontinuierlich auf den bisherigen Höchststand von 2.649 Einwohnern an. Seit 1981 ist der Bevölkerungsstand mit leichten Schwankungen um insgesamt sechs Prozent gesunken. Charakteristisch für die Bevölkerungsentwicklung in der Gemeinde ist die negative Geburtenbilanz. Während im Großteil des Bezirks Rohrbach ein Geburtenüberschuss existiert, wies die Gemeinde bereits in den 1970er Jahren ein Geburtendefizit auf, das sich in den Folgejahrzehnten noch erhöhte. Gleichzeitig profitierte die Gemeinde jedoch von einer Zuwanderung, die insbesondere in den 1990er Jahren besonders hoch ausfiel. Beeinflusst wird diese Entwicklung unter anderem dadurch, dass Haslach Standort des Bezirksalten- und Pflegeheimes Haslach ist.

## Kultur und Sehenswürdigkeiten

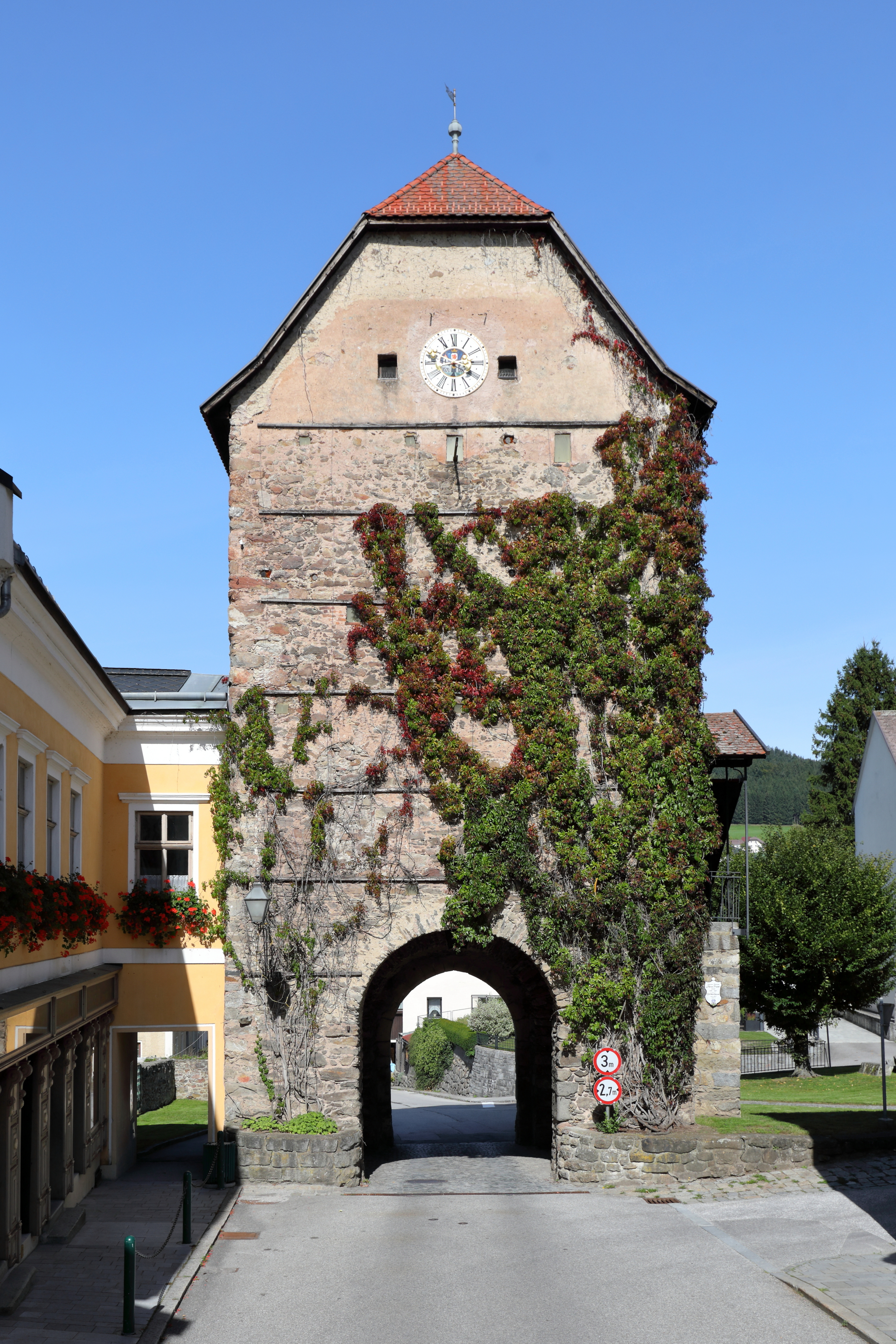
Unterer Torturm, seit 1927 als Heimatmuseum in Verwendung

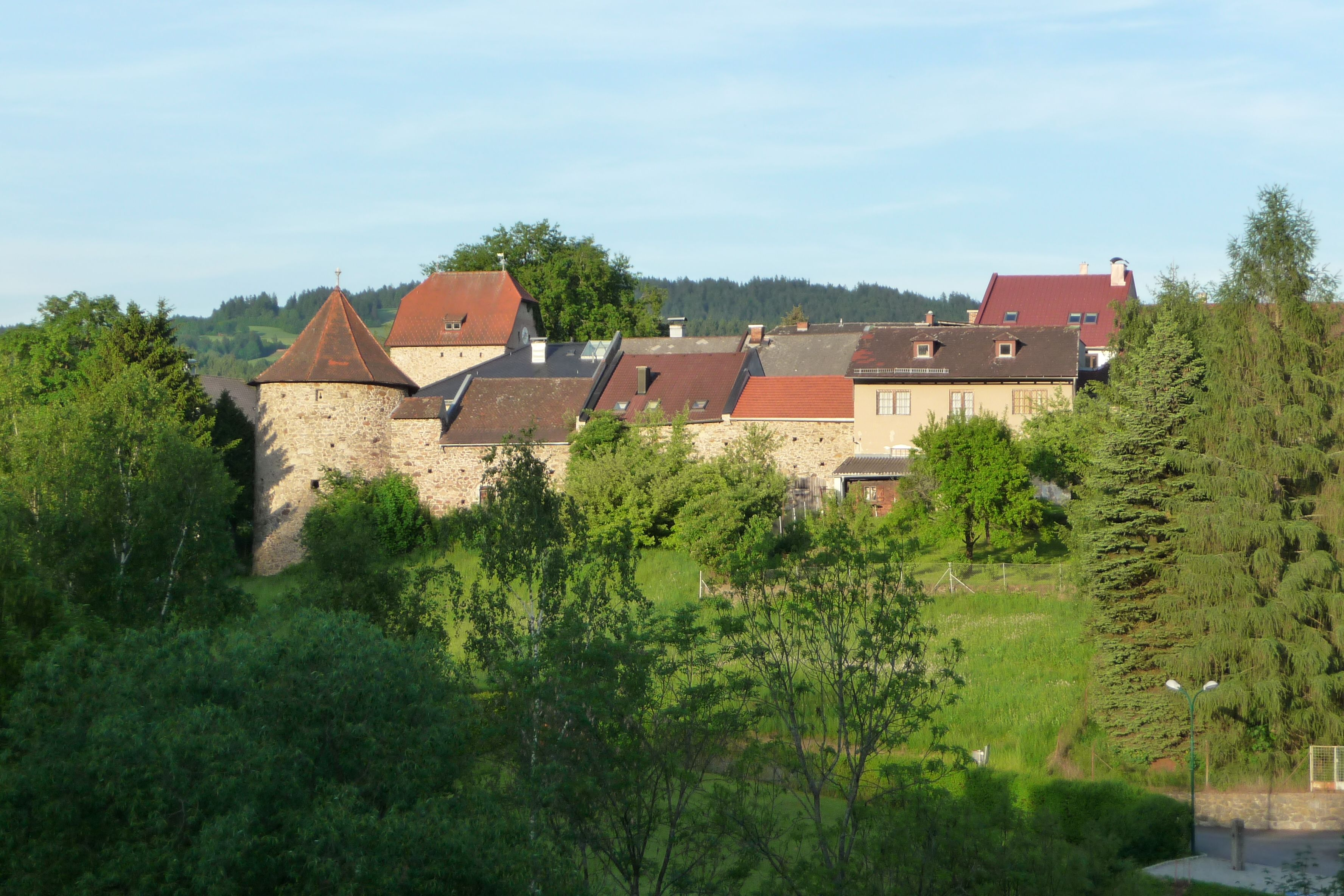
Alte Befestigungsmauer von Haslach

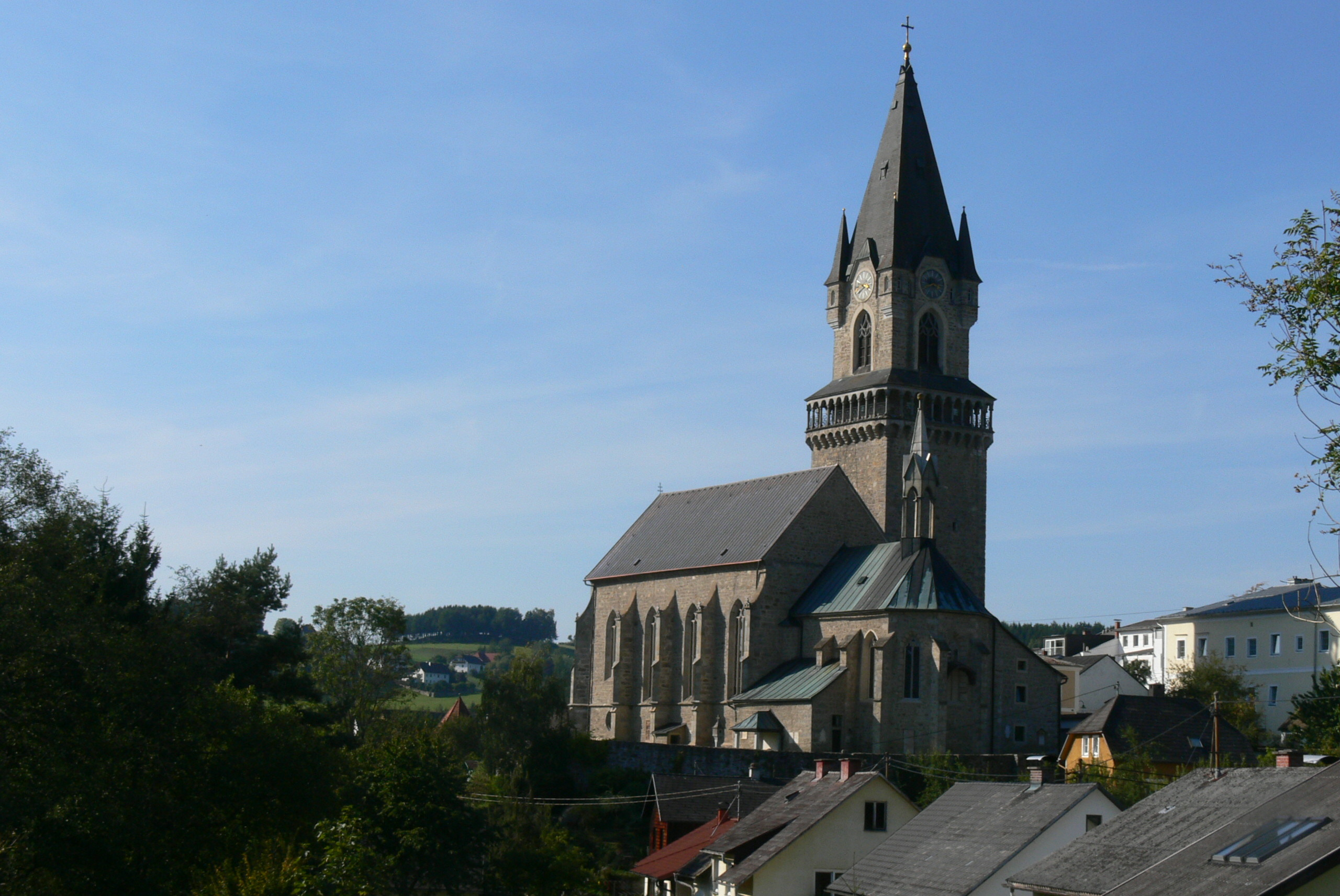
Pfarrkirche

### Museen
Trotz der überschaubaren Größe des Ortes besitzt Haslach viele sehenswerte Museen:
- Heimatmuseum im Wehrturm
- Kaufmannsmuseum
- Schulmuseum
- Textiles Zentrum Haslach mit Webereimuseum und Nähmaschinenmuseum
- Museum Mechanische Klangfabrik[10]

### Bauwerke
- Pestsäule in der Pflasterstraße
- Pfarrkirche St. Nikolaus mit freistehendem ehemaligem Wehrturm, Beinhaus und Kriegerdenkmal mit Pietà von Adolf Wagner von der Mühl.

### Regelmäßige Veranstaltungen
- Kranzlingfest Haslach: eines der größten Zeltfeste im Bezirk Rohrbach, das jedes Jahr zu Pfingsten auf dem Freizeitgelände Kranzling in Haslach stattfindet.
- Webermarkt: weit über die regionalen Grenzen hinaus bekannter Webermarkt, jährlich veranstaltet vom ehrenamtlich geführten Verein „Textile Kultur Haslach“. Im alten Ortsteil Auf der Stelzen präsentieren Textilschaffende aus ganz Europa hochwertige Produkte und individuelle Kreationen.
- Textile Kultur Haslach: Jedes Jahr findet das große Sommersymposium „Textile Kultur Haslach“ statt. Während der 14-tägigen Veranstaltung finden Kurse rund um das Weben am Handwebstuhl statt, es werden aber auch eine Vielzahl anderer textiler Techniken von anerkannten Kursleitern aus mehreren Ländern vermittelt. Zahlreiche Workshops, Experimentierwerkstätten, Ausstellungen und ein Rahmenprogramm mit Fachvorträgen, Theater- und Tanzaufführungen, Lesungen und Musikveranstaltungen runden das Symposium ab. Diese stehen sowohl dem Fachpublikum als auch Laien offen.

Der Verein wurde 1991 gegründet und hat es sich zur Aufgabe gemacht, textile Kunst und Kultur in ihrem breiten Spektrum zu fördern. Ziel ist es, eine Verbindung zwischen Tradition und Moderne, Kunst und Technik, Handwerk und Industrie, Forschung und Lehre, Experiment und Praxis zu schaffen.
Haslach bietet dabei einen geschichtsträchtigen Grundstein. Der Ort an der Mühl im oberen Mühlviertel und seine Umgebung waren mehrere Jahrhunderte ein wichtiges Zentrum für die Leinenindustrie und sind es teils noch heute. An diese Tradition will das Team von Textile Kultur Haslach auf zeitgemäße Weise anknüpfen bzw. anweben.

### Kulinarische Spezialitäten
Für Leinölerdäpfel, eine regionale, in und um Haslach bekannte Spezialität, wird Leinöl in der „Stahlmühle“ gepresst. Diese liegt am Zusammenfluss der Flüsse Große Mühl und Steinerne Mühl.

## Wirtschaft und Infrastruktur

### Wirtschaftssektoren
Von den 45 landwirtschaftlichen Betrieben des Jahres 2010 wurden 14 im Haupt-, 26 im Nebenerwerb, 1 von einer Personengemeinschaft und 4 von juristischen Personen geführt. Im Produktionssektor arbeiteten 120 Erwerbstätige im Bereich Herstellung von Waren, 88 in der Bauwirtschaft und 3 in der Wasserver- und Abfallentsorgung. Die wichtigsten Arbeitgeber des Dienstleistungssektors waren die Bereiche soziale und öffentliche Dienste (298), Handel (147) und Verkehr (70 Mitarbeiter).
| Wirtschaftssektor            | Anzahl Betriebe | Anzahl Betriebe | Erwerbstätige | Erwerbstätige |
| Wirtschaftssektor            | 2011            | 2001            | 2011          | 2001          |
| ---------------------------- | --------------- | --------------- | ------------- | ------------- |
| Land- und Forstwirtschaft 1) | 45              | 61              | 40            | 27            |
| Produktion                   | 27              | 29              | 211           | 209           |
| Dienstleistung               | 127             | 84              | 642           | 458           |

1) Betriebe mit Fläche in den Jahren 2010 und 1999

### Verkehr
- Öffentlicher Verkehr: Vom Bahnhof Haslach, der knapp außerhalb der Gemeindegrenze liegt, fahren alle 2 Stunden Züge nach Linz. Dazwischen gibt es Busverbindungen nach St. Peter am Wimberg, Bad Leonfelden und nach Linz (Stand 2021).[14]
- Straße: Die wichtigste Straßenverbindung ist die Böhmerwald Straße B38 nach Rohrbach im Westen und Bad Leonfelden im Osten.

## Politik

### Gemeinderat
Der Gemeinderat als oberstes Gremium der Gemeinde umfasst 25 Sitze und wird alle sechs Jahre im Zuge oberösterreichweiter Gemeinderatswahlen gewählt. Der Gemeindevorstand setzt sich aus sieben Mitgliedern zusammen.
Stärkste Fraktion im Gemeinderat von Haslach war bis Ende der 1990er Jahre die ÖVP, die bis inklusive 1997 die absolute Mandatsmehrheit und überwiegend auch die absolute Stimmenmehrheit innehatte. 1961 erzielte die ÖVP mit 59,2 Prozent ihr bisher bestes Ergebnis. Die SPÖ ist in Haslach traditionell stark, sie kam zwischen 1945 und 1997 auf 34,9 bis 45,1 Prozent. 2003 erreichte die SPÖ mit 56,5 Prozent erstmals die absolute Stimmen- und Mandatsmehrheit und belegte den ersten Platz, den sie auch 2009 halten konnte. Die Freiheitliche Partei Österreichs (FPÖ) war erstmals 1973 im Gemeinderat vertreten, wobei die Vorgängerorganisation VDU von 1949 bis 1955 mit zwei Mandaten im Gemeinderat vertreten war.
| - Mit den Gemeinderats- und Bürgermeisterwahlen in Oberösterreich 1997 hatte der Gemeinderat folgende Verteilung: 13 ÖVP, 11 SPÖ und 1 FPÖ. - Mit den Gemeinderats- und Bürgermeisterwahlen in Oberösterreich 2003 hatte der Gemeinderat folgende Verteilung: 15 SPÖ und 10 ÖVP. - Mit den Gemeinderats- und Bürgermeisterwahlen in Oberösterreich 2009 hatte der Gemeinderat folgende Verteilung: 14 SPÖ, 10 ÖVP und 1 FPÖ. - Mit den Gemeinderats- und Bürgermeisterwahlen in Oberösterreich 2015 hatte der Gemeinderat folgende Verteilung: 14 SPÖ, 9 ÖVP und 2 FPÖ. - Mit den Gemeinderats- und Bürgermeisterwahlen in Oberösterreich 2021 hat der Gemeinderat folgende Verteilung: 14 SPÖ und 11 ÖVP. | Hier fehlt eine Grafik, die leider im Moment aus technischen Gründen nicht angezeigt werden kann. Wir arbeiten daran! |

### Bürgermeister
Der Bürgermeister wird seit 1997 in einer Direktwahl bestimmt, wobei es bei keiner absoluten Mehrheit für einen Kandidaten zu einer Stichwahl kommt. Die erste Direktwahl konnte Norbert Leitner (SPÖ) mit 53,5 Prozent im ersten Wahlgang für sich entscheiden, gegen den Kandidaten der ÖVP, die in diesem Jahr noch die absolute Mandatsmehrheit erzielt hatte. Leitner wurde in der Folge 2003 mit 74 Prozent im Amt bestätigt. Er übergab das Amt 2008 an Dominik Reisinger (SPÖ), der bei der Bürgermeisterdirektwahl 2009 mit 70,3 Prozent und 2015 mit 72,7 Prozent der Stimmen bestätigt wurde.
| Amtszeit  | Name               | Amtszeit  | Name                  |
| --------- | ------------------ | --------- | --------------------- |
| 1850–1858 | Franz Stifter      | 1935–1938 | Max Wiplinger         |
| 1858–1861 | Eduard Zankl       | 1938–1945 | Norbert Zinöcker      |
| 1861–1866 | Johann Franz       | 1945–1946 | Max Wiplinger         |
| 1866–1867 | Lorenz Lampsteiner | 1946–1947 | Emil Sündermann       |
| 1867–1870 | Johann Mathie      | 1947–1949 | Josef Ortner          |
| 1870–1873 | Johann Franz       | 1949–1954 | Max Wiplinger         |
| 1873–1876 | Robert Salomon     | 1954–1955 | Josef Ortner          |
| 1876–1894 | Franz Xaver Mathie | 1955–1961 | Johann Königseder     |
| 1894–1897 | Heinrich Zlabinger | 1961–1972 | Johann Schmidinger    |
| 1897–1903 | Alois Höss         | 1972–1978 | Franz Zierlinger      |
| 1903–1909 | Karl Koblmüller    | 1978–1985 | Friedrich Andexlinger |
| 1909–1913 | Leopold Wagner     | 1985–1997 | Johann Gierlinger     |
| 1913–1919 | Theodor Aumayr     | 1997–2008 | Norbert Leitner       |
| 1919–1929 | Ferdinand Mathie   | seit 2008 | Dominik Reisinger     |
| 1929–1935 | Johann Rechberger  |           |                       |

### Regionalpolitik
Haslach betreibt einen gemeindeeigenen öffentlichen Personennahverkehr und ist deshalb – als einzige Gemeinde – direkt Mitglied im Oberösterreichischen Verkehrsverbund (OÖVV).

### Wappen
Der Gebrauch eines Marktsiegels ist durch einen Ankündigungstext in einer Seelgerätstiftung vom 24. April 1373 bekannt, während der erste Nachweis des Wappenbildes durch ein stark beschädigtes Siegel zu einer Frühmessstiftung vom 28. November 1472 überliefert ist. Die Bestätigung bzw. Neuverleihung des heute gebräuchlichen Wappen erfolgte am 1. Jänner 1615 durch Kaiser Matthias, nachdem der Haslacher Richter sowie Rat und Bürgerschaft um die Bestätigung des seit „über die dreihundert Jahr“ geführten Wappens baten. Die Gemeindefarben Blau-Gelb-Rot wurden vom Gemeindeausschuss am 31. März 1958 festgelegt und von der oberösterreichischen Landesregierung am 6. Mai 1958 bestätigt. Die Blasonierung des Wappens lautet: In Blau auf grünem Schildfuß eine silberne, gequaderte und gezinnte, durchgehende Mauer; in deren Mitte ein schwarz geöffnetes Rundbogentor mit goldenem, halbaufgezogenem Schutzgatter, hölzernem (braunem) Wehrgang und rotem Satteldach mit zwei goldenen Knäufen. Zwischen den zu beiden Seiten des Torbaues aufragenden silbernen, schwarz geöffneten Türmen mit steinernen Wehrgängen, roten Spitzdächern und goldenen Knäufen erscheint, begleitet von vierzehn goldenen Sternen und überhöht von einem goldenen, gold gekrönten Unzial-Buchstaben M, ein silbernes Schildchen mit einer roten, fünfblätterigen heraldischen Rose. Die Wappendarstellung zeigt dabei die urkundlich seit der Mitte des 14. Jahrhunderts bekannte Befestigung des Marktes mit Türmen und einer Wehrmauer als Grenzschutz gegen Norden. Die Witigonen-Rose weist auf die Herren von Rosenberg hin, die von 1341 bis 1599 den „Markcht ze Haslach“ als Lehen der Passauer Bischöfe besaßen. Das gekrönte M versinnbildlicht die Neuverleihung des Wappens durch Kaiser Matthias.

## Persönlichkeiten

### Söhne und Töchter der Gemeinde
- Fridolin Wiplinger (1932–1973), Philosoph
- Nikolaus Wiplinger (1937–2018), Konzertpianist, Professor am Brucknerkonservatorium
- Peter Paul Wiplinger (* 1939), Schriftsteller und künstlerischer Fotograf
- Heinz-Peter Hackl (1954–2021), Politiker (FPÖ)
- Andreas Mitterlehner (1960–2019), Bankmanager und Vorstandsvorsitzender der HYPO Oberösterreich
- Joachim Eckl (* 1962), Künstler
- Johann Humenberger (* 1963), Mathematiker
- Michael Doneus (* 1967), Prähistoriker
- Manfred Kielnhofer (* 1967), Maler, Bildhauer, Designer und Fotograf
- Alexandra Föderl-Schmid (* 1971), Journalistin
- Bernhard Fuchs (* 1971), Fotograf
- Helmut Andexlinger (* 1973), Graveur und Münzdesigner
- Tobias Höglinger (* 1973), Politiker (SPÖ)
- Christian Diendorfer (* 1974), Moderator und Sportreporter
- Markus Hofer (* 1977), Künstler und Bildhauer